# Correo de Carmelitas
El Correo de Carmelitas es una edificación colonial de Caracas, Venezuela ubicada en el casco central de esa ciudad en la esquina de Carmelitas de la avenida Urdaneta. Se encuentra en la Parroquia Catedral del Municipio Libertador.
La construcción de la casona data de 1781 siendo propiedad del Conde Martín de Tovar. Entre los visitantes más notables que ha recibido esa edificación destacan Alexander von Humboldt y Aimé Bonpland en 1799 y Simón Bolívar en 1827, además fue casa dormitorio presidencial entre 1860 y 1861, luego la edificación sería utilizada como sede del Ministerio de Guerra y Marina. Para 1932 la estructura de la casona es modificada casi por completo incluyendo la construcción de una nueva fachada de estilo gótico, puertas, ventanas y una tercera planta pero conservando elementos originales como algunas paredes y la escalera de piedra, desde ese momento se transforma en la sede del Correo de Caracas. En 1984 es declarado Monumento Histórico Nacional.

## Galería

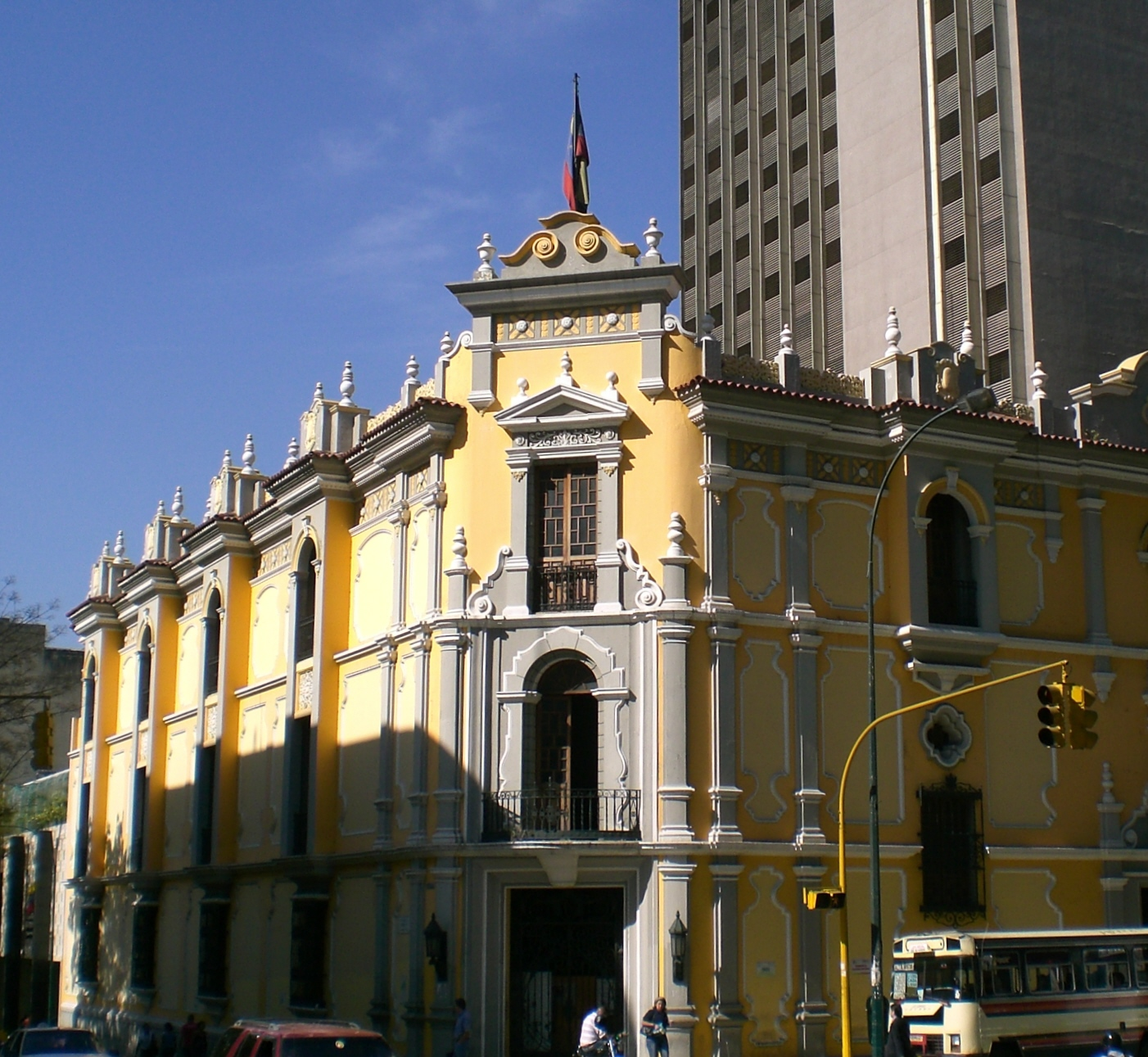
Correo de Carmelitas 2008
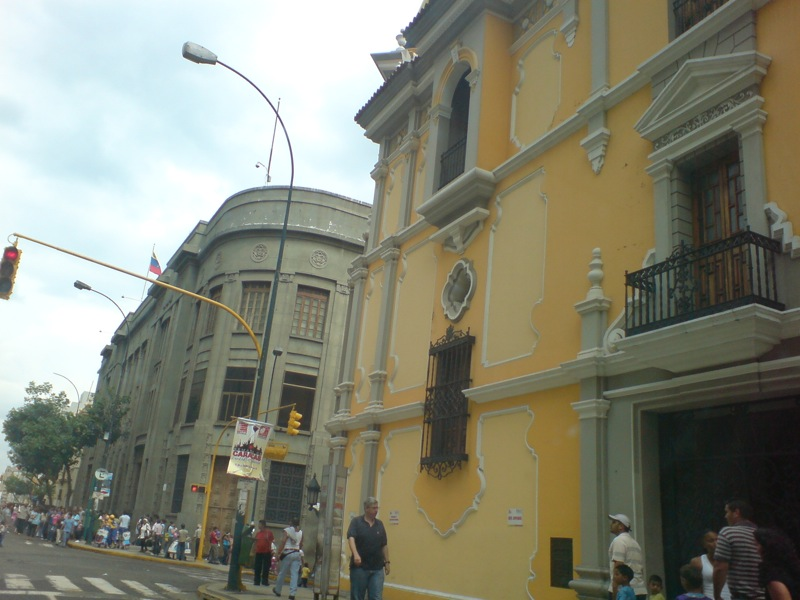
Correo de Carmelitas 2008
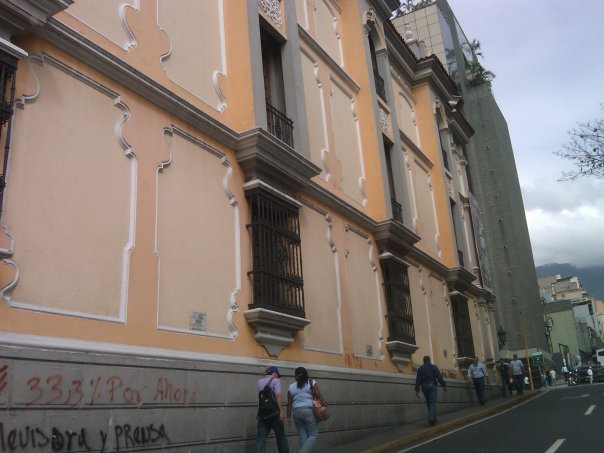
Correo de Carmelitas 2010
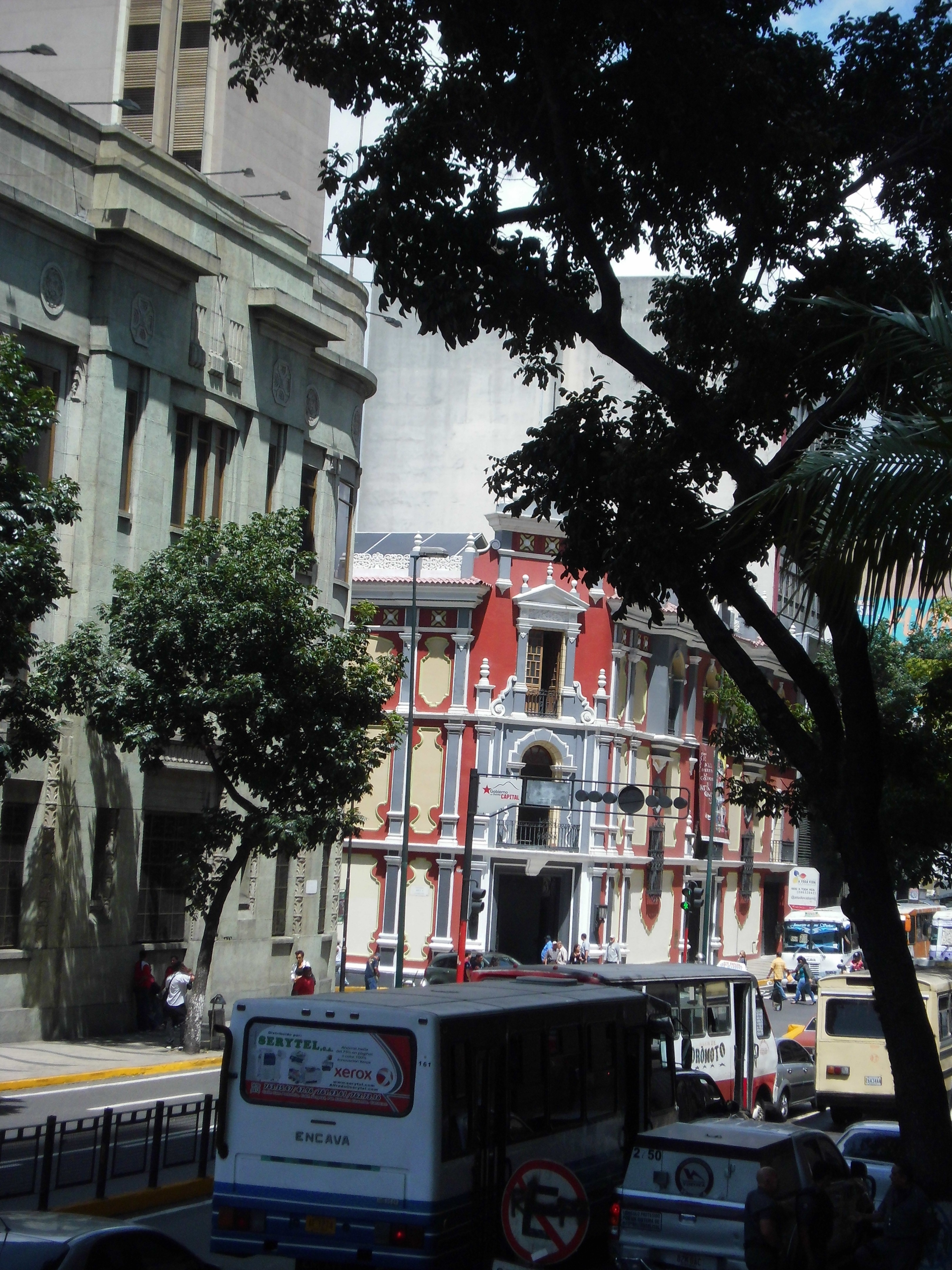
Correo de Carmelitas 2013

### Videos
- Youtube: Caracas: avenida Urdaneta de Santa Capilla al Correo Carmelitas

- Datos: Q5789298
- Multimedia: Correo de Carmelitas / Q5789298